# بادي بوش
بادي بوش (بالإنجليزية: Paddy Bush)‏ هو عازف آلة وترية ‏ بريطاني، ولد في 9 يوليو 1952 في Bexleyheath ‏ في المملكة المتحدة.

## وصلات خارجية
- بادي بوش على موقع IMDb (الإنجليزية)
- بادي بوش على موقع ميوزك برينز (الإنجليزية)
- بادي بوش على موقع إن إن دي بي (الإنجليزية)
- بادي بوش على موقع أول ميوزيك (الإنجليزية)
- بادي بوش على موقع ديسكوغز (الإنجليزية)
- بادي بوش على موقع قاعدة بيانات الفيلم (الإنجليزية)